# باول إميل ياكوبس
باول إميل ياكوبس (بالألمانية: Paul Emil Jacobs)‏ هو رسام ألماني، ولد في 18 أغسطس 1802 في غوتا في ألمانيا، وتوفي بنفس المكان في 6 يناير 1866.